# Паулештиј Ној (Прахова)
Паулештиј Ној (рум. Păuleștii Noi) насеље је у Румунији у округу Прахова у општини Паулешти. Oпштина се налази на надморској висини од 202 m.

## Становништво
Према подацима из 2002. године у насељу је живело 350 становника, од којих су сви румунске националности.